# Carl Künzel

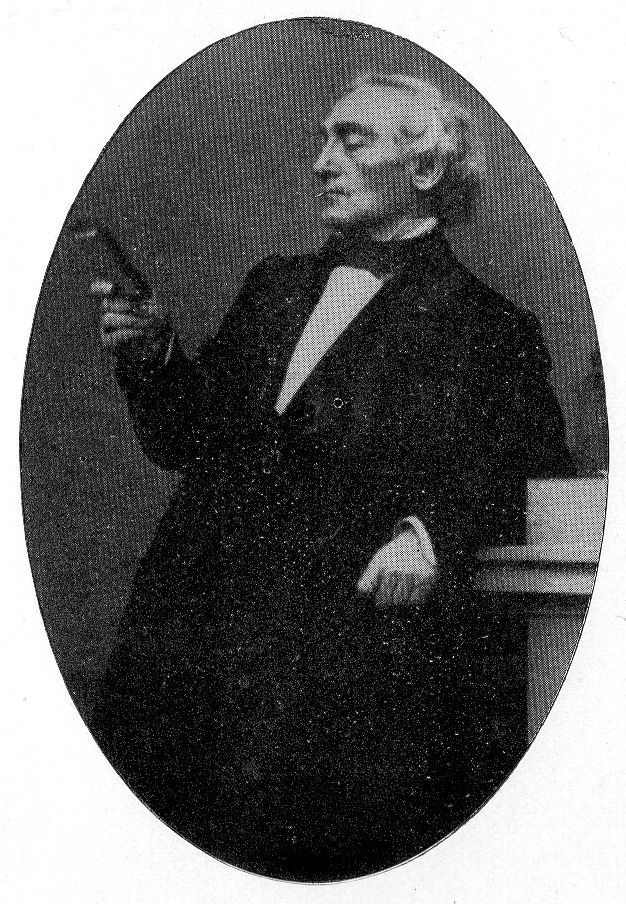
Carl Künzel

Carl Künzel (* 24. April 1808 in Heilbronn; † 3. Februar 1877 ebenda; auch Karl Künzel) war ein deutscher Autographensammler.

## Leben
Carl Künzel war der erste Sohn des Stadtrates Bernhard Künzel und dessen Frau Marie Magdalene. Bernhard Künzel besaß ein Haus in der Metzgergasse, das damals die Nummer 305 trug. Nach der Schulzeit ließ er seinen Sohn eine Lehre in der neu gegründeten Papierfabrik der Gebrüder Rauch antreten – in dieser Fabrik sollte Carl Künzel schließlich 55 Berufsjahre verbringen. Carl Künzel stellte als junger Mann fest, dass seine Schulbildung große Lücken aufwies und begann sich autodidaktisch weiterzubilden. Dafür nutzte er insbesondere die frühen Morgenstunden ab 4 Uhr. Nach seiner Lehrzeit wurde er in der Fabrik fest angestellt; seine Aufgabe war es, die Kunden zu besuchen. Diese Reisen und Kontakte nutzte er für die Erweiterung seiner Autographensammlung. Etwa ab den 1860er Jahren war er beruflich vorwiegend in Heilbronn beschäftigt, nutzte jedoch seine Urlaube für Reisen nach Frankreich und Italien. Er litt in seinen letzten Jahren an einer Kniegelenksentzündung und starb mit 68 Jahren an Herzwassersucht.

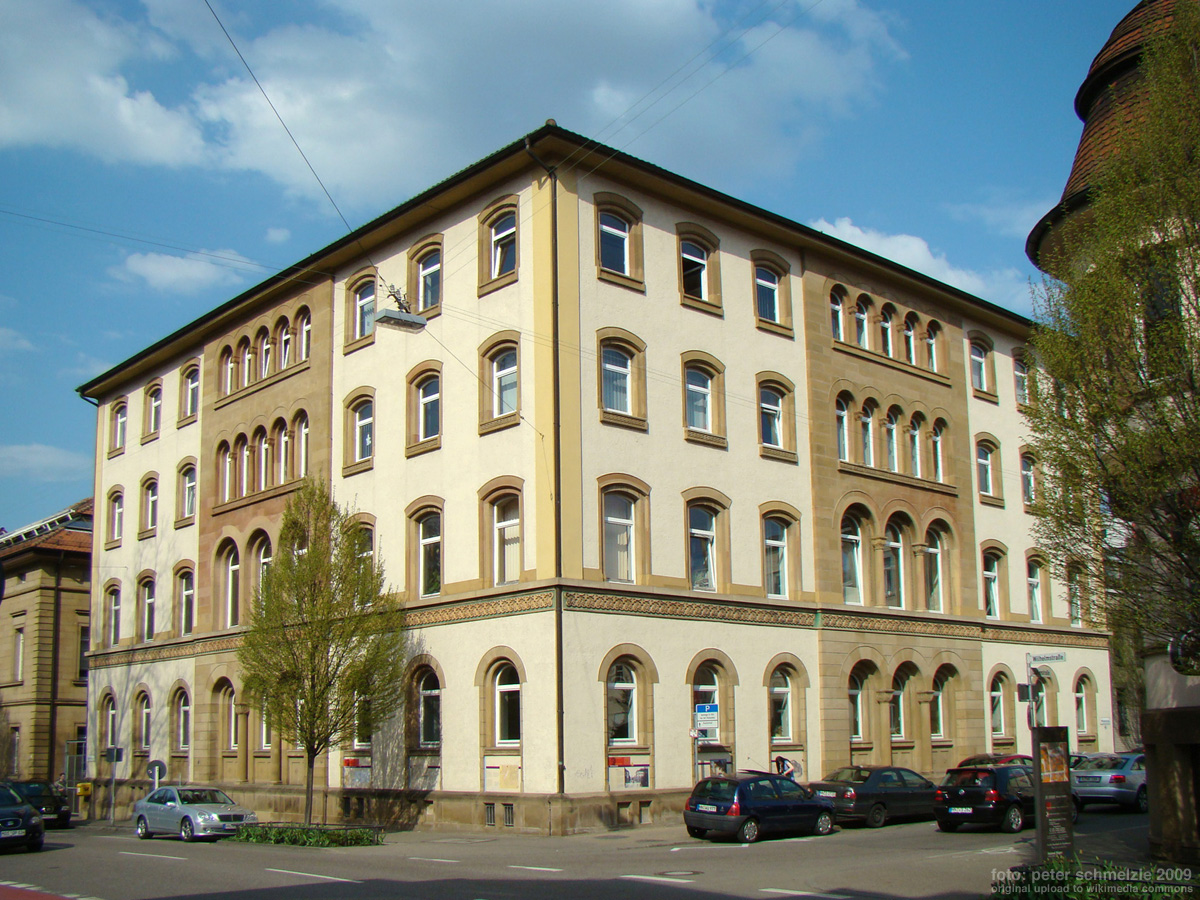
Wilhelmstraße 9, Heilbronn

Künzel wohnte in seiner Vaterstadt wohl ab den 1840er Jahren Vor dem Sülmertor 963 und ungefähr ab 1850 in einem Eckgebäude der Cäcilien- und Wilhelmstraße. Das Haus in der Wilhelmstraße 9 besaß große Räumlichkeiten für gesellige Veranstaltungen und war mit alten Möbeln ausgestattet, darunter zwei Schränken aus dem frühen 17. Jahrhundert, die, zum Schutz gegen die Einwirkungen des Dreißigjährigen Krieges, zerlegt worden waren. Eine der Schranktüren hatte, mit Lehm verkleidet, in Widdern als Tor eines Schweinestalls gedient, ehe der Möbelsammler Künzel sie wiederentdeckte und in seine Wohnung überführte.
Künzel war ein Mitglied der Heilbronner Gräßle-Gesellschaft, die aus dem Fredeskreis um den Arzt Philipp Sicherer hervorgegangen war und in der sich die Honoratioren trafen. Der Bäcker und Wirt Christoph David Gräßle betrieb in den 1840er Jahren in der Fleiner Straße, gegenüber dem Chor der Kilianskirche, eine Weinwirtschaft, aus deren Stammtisch am 1. Mai 1845 die Gräßle-Gesellschaft, auch Herbulanum genannt, hervorging. Mitglieder dieser Gemeinschaft waren unter anderem David Friedrich Strauß, der bis 1848 in Heilbronn in der Götzenturmstraße 8 und von 1860 bis 1864 im Bläß’schen Palais in der Paulinenstraße 2 wohnte, Adolf Goppelt, Gustav Rümelin, Heinrich Titot, Adolf und Alfred Schliz, Eduard Zeller, Kuno Fischer, Christian Märklin, Friedrich Theodor von Vischer, Karl Reinhold Köstlin und Justinus Kerner. In den 1890er Jahren wurde Gräßles Haus abgerissen und die Gesellschaft zog in den Gasthof Traube in der Wilhelmstraße 3 um; sie nutzte aber ab den 1880er Jahren auch die Harmonie und später das Liederkranzhaus.
Künzel wurde in diesem Kreis mit Epitheta wie „der Allverwaltende“ geehrt und geneckt und insbesondere als Reisemarschall genutzt. In einem Gedicht eines Herbulanum-Mitgliedes wurde sein rastloser Eifer thematisiert:

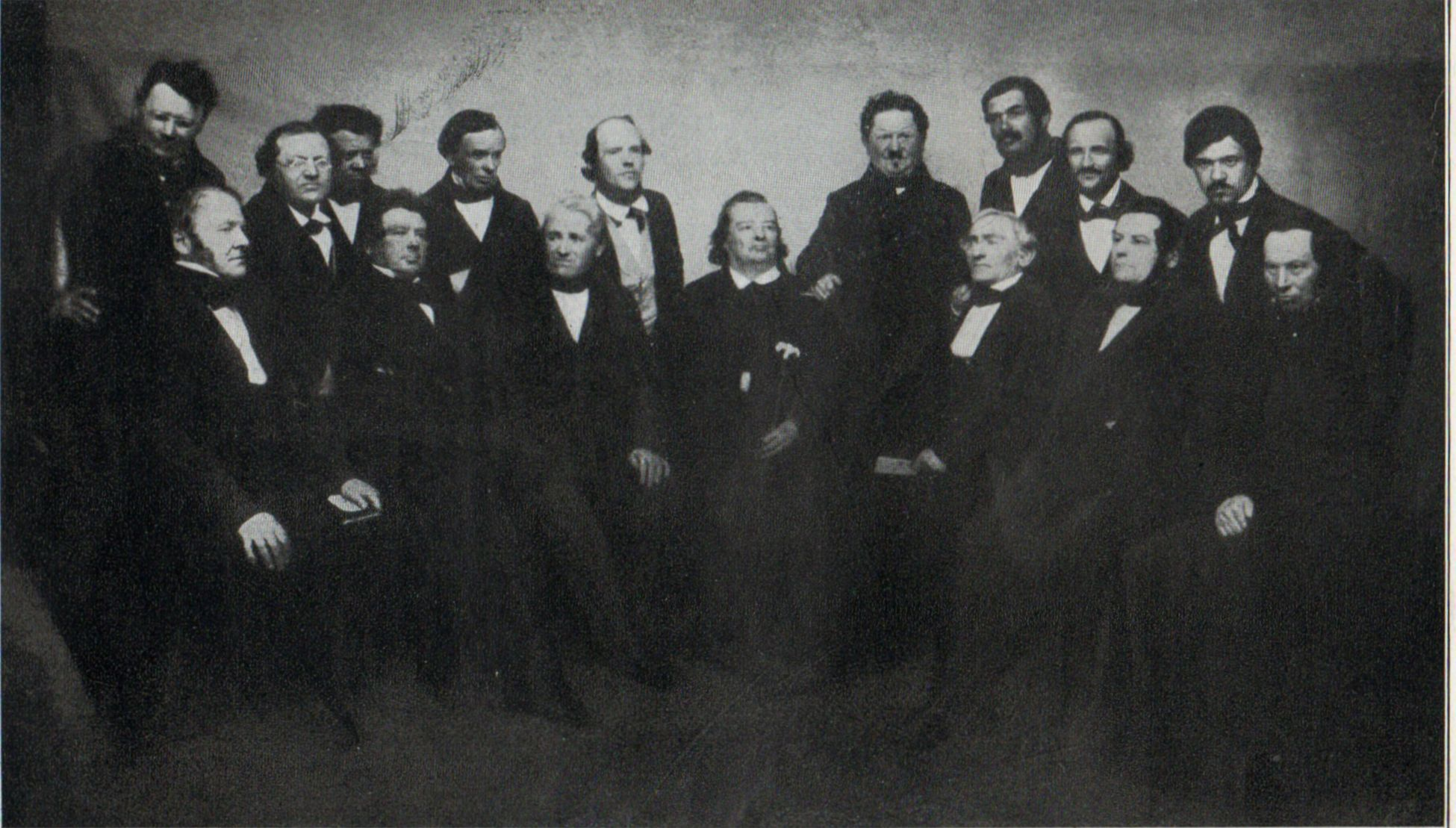
Carl Künzel (dritte sitzende Person von rechts) mit Mitgliedern der Gräßle-Gesellschaft

Der feurige Künzel, Kanzler und Schaffner,

Uralter Runen Kenner und Freund,

Voll brausenden Eifers, ein treuer Wächter,

Den Guten hold und den Schlimmen Feind.

Furchtlos ebnet er alle Pfade,

Wo der Bund seinen Weg hin nimmt;

Schonungslos aber und ohne Gnade

Macht er die Rechnung bis  sie stimmt.

Gerecht zwar ist er und gönnet Jedem neidlos das Seine.

Rastlos bedacht für die Heiterkeit,

Wenn’s aber gilt, die Sache zu machen ins Reine,

Bodenlos immer zum Einzug bereit.

## Sammlung

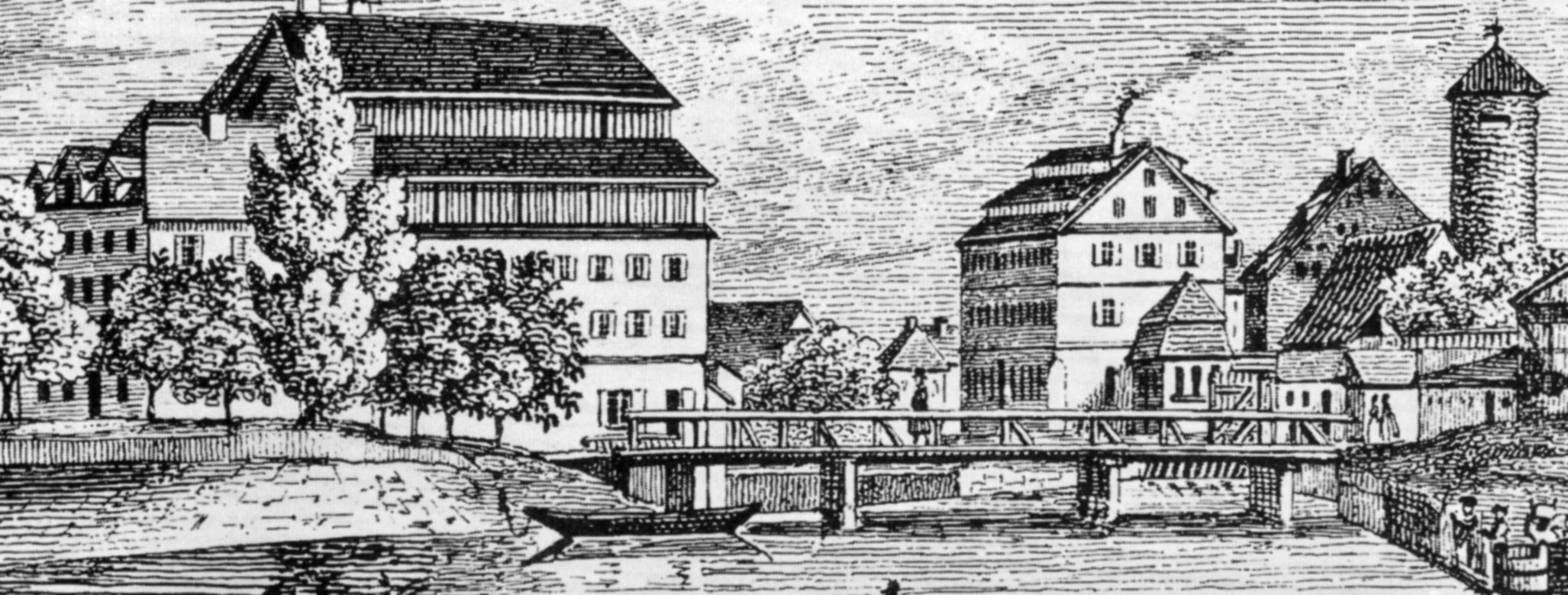
Die Rauchsche Papierfabrik (links)

Carl Künzel, der später Agent und schließlich Prokurist der Heilbronner Papierfabrik der Gebrüder Rauch wurde, kam durch Zufall schon als Lehrling zu seiner Leidenschaft für handschriftliche Zeugnisse bekannter Personen: Nachdem er in der Lumpenkammer der Fabrik einen Brief an Friedrich Schiller entdeckt hatte, begann er, systematisch Autographen zu sammeln.
Unter anderem konnte er die sogenannten Schilleriana, Briefe verschiedener Personen an Schiller, sowie Gedichte Hölderlins in der Handschrift des Autors in seinen Besitz bringen. Der von seinen Freunden auch als „Papirius Cursor“ bezeichnete Künzel führte auf seinen Geschäftsreisen stets ein Stammbuch mit sich, in dem er Eintragungen prominenter Persönlichkeiten sammelte. Unter anderem schrieb 1853 Eduard Mörike das Gedicht Die Welt wär ein Sumpf in diesem Stammbuch nieder. Möglicherweise kannte Mörike, der mit Künzel einen Briefwechsel unterhielt, diesen schon seit seiner Zeit in Cleversulzbach, da er damals über seinen Freund Karl Friedrich Schnitzer Kontakte nach Heilbronn hatte. Eine frühere Schülerin Mörikes am Stuttgarter Katharinenstift, Maria Charlotte Karoline Schliz, heiratete Künzels im Jahr 1840 geborenen Sohn Albert Karl Theodor Künzel.
Das Stammalbum bestand aus einer goldgepressten Pappkassette, in der Künzel offenbar ab 1827 Blätter sammelte, die ihm besonders wertvoll schienen. Der Schwerpunkt dieser Sammeltätigkeit lag in den 1830er Jahren, doch wurden die Autographen im Stammalbum bis 1868 weiter ergänzt. Wie Künzel 1829 in den Besitz eines oder mehrerer Blätter von Goethe gelangte, berichtete ein anonymer Schreiber, möglicherweise Freiligrath, im Jahr 1855 im Londoner Athenäum: Künzel habe auf einer Reise nach Weimar Goethes Haus betreten und den Diener gebeten, ihn im Hausflur zu verstecken, damit er einen Blick auf den Dichter werfen könne. Goethe sei jedoch von seinem Diener über dieses Ansinnen informiert worden und habe daraufhin den wissbegierigen Schwaben in seine Räumlichkeiten gebeten, eine freundliche Unterhaltung über Schillers Schwester, mit der Künzel befreundet war, mit ihm geführt und ihm zum Schluss auch etwas Handschriftliches geschenkt. Der Artikel wurde in der Süddeutschen Buchhändler-Zeitung Nr. 43, Jahrgang 8, 1855 abgedruckt und mit einem Kommentar versehen, in dem auf Umfang und Qualität der Künzelschen Sammlung hingewiesen wurde: Sie gehöre zu den bedeutendsten des Kontinents. Mit einigen Abweichungen hatte auch schon der Phönix in seinen Nummern 242 und 244 im Jahr 1836 von Künzels Besuch bei Goethe berichtet. In Künzels Sammlung fand sich später neben einem in französischer Sprache beschrifteten Blatt, das auf Goethes Geburtstag im Jahr 1829 datiert ist, auch ein weiteres Skriptum von Goethe – ein deutschsprachiger Vierzeiler – aus dem Jahr 1827. Außer diesen beiden Blättern besaß Künzel weitere Erinnerungsstücke an Goethe, so dessen Gartenhut, eine Frühstückstasse und eine Feder. Laut einer Echtheitsbeglaubigung, die der Diener Friedrich Krause ihm im Jahr 1834 ausstellte, existierte auch noch eine zweite Kopfbedeckung Goethes in Künzels Besitz, deren Schicksal allerdings ungeklärt ist. Der Inhalt von Künzels Stammalbum wurde am 9. Oktober 1936 versteigert; im Besitz der Familie blieben nur wenige Autographen.
Carl Künzel hatte einen Neffen namens Wilhelm Künzel, der ebenfalls Autographen sammelte. Wilhelm Künzel, der 1859 nach Leipzig zog, verstarb am 28. Juni 1896. Auch seine Sammlung ist nicht geschlossen erhalten geblieben; 15.223 Autographen daraus wurden ab November 1896 in sieben Abteilungen versteigert. „Diese beiden Sammler, Oheim und Neffe, sind für die Geschichte des Autographenwesens von besonderer Bedeutung, denn die Spur von ihren Erdentagen begegnet dem heutigen Sammler und Antiquar noch auf Schritt und Tritt“, so heißt es in Günther Mecklenburgs Werk Vom Autographensammeln in Bezug auf die Annotationen in feiner Bleistiftschrift, die Onkel und Neffe auf ihren Sammlungsstücken hinterlassen haben.

## Schillers komische Werke

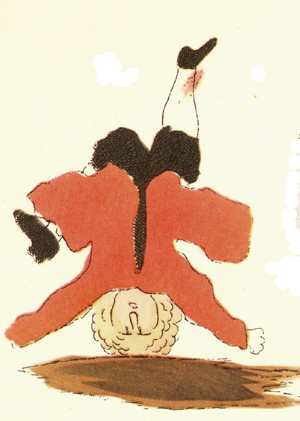
Selbstkarikatur Schillers in den Avanturen

Die beiden Sammler besaßen nach Einschätzung Emil Kneschkes „eine der wertvollsten Autographensammlungen“, darunter auch ein Manuskript zu einem Lustspiel aus der Hand Friedrich Schillers, das sie entweder – so Kneschke – nach dem Tod Christian Gottfried Körners im Jahr 1831 dessen Adoptivsohn abgekauft hatten oder das Carl Künzel, wie er selber erklärte, 1837 von Körners Witwe erhalten hatte. An die Überlassung war allerdings die Bedingung geknüpft, das Werk, in dem es um Körners Hausstand ging, wegen indezenter Stellen nicht zu veröffentlichen bzw. diese Stellen zu vernichten. Dennoch insistierte Alfred von Wolzogen mehrfach, um eine Publikation durchzusetzen: „Schillers Person und jede seiner Schriften ist und soll Gemeingut der Nation sein, und es heißt dieselbe benachtheiligen, wenn man ihr eines seiner Producte, und sei es auch das relativ werthloseste, vorenthält.“ Künzel fühlte sich schließlich recht unsanft gedrängt und gab das Lustspiel Ich habe mich rasieren lassen 1862 selbst heraus. Ebenso gab er 1862 die Avanturen des neuen Telemachs oder Leben und Exsertionen Koerners des decenten, consequenten, piquanten etc. heraus, ein handgeschriebenes und illustriertes Buch, das zum 30. Geburtstag Körners von Schiller, der sich hier das Pseudonym Hogarth zugelegt hatte, und Ludwig Ferdinand Huber, der sich Winkelmann nannte, geschaffen wurde. Angeblicher Entstehungsort dieses scherzhaften Werkes war Rom. Schiller hatte die kolorierten Federzeichnungen geschaffen, Huber den Text dazu.

## Künzel als literarische Figur
Carl Künzel selbst taucht als literarische Figur unter seinem realen Namen in David Friedrich Strauß’ Novelle Der Papierreisende auf. Er wird dort im Gespräch mit Eduard Zeller dargestellt, der von einem geheimnisvollen Fremden heimgesucht wird. Dieser Fremde behauptet von sich selbst, für den Stil der Schriftsteller unabdingbar zu sein, und entpuppt sich schließlich als das personifizierte Semikolon. Strauß schickte Zeller diesen literarischen Scherz, nachdem dieser seine Übersetzung von Platons Symposion veröffentlicht hatte.

## Familie und Nachkommen
Am 4. August 1839 heiratete Carl Künzel die 18-jährige Apothekertochter Amalie Braun aus Knittlingen. Die Hochzeitsreise führte das Paar durch mehrere Städte, deren Sehenswürdigkeiten Künzel vorher auf langen, schmalen Papierstreifen verzeichnet hatte und nach der Besichtigung jeweils durchstrich. Der erste Sohn, Albert Karl Theodor, wurde am 5. Juli 1840 geboren; seine Taufpatin war Maria Körner. Zwei Jahre später folgte der Sohn Theodor. Die Kinder wurden streng erzogen; Theodor Künzel floh als Zwanzigjähriger aus dem Elternhaus und ließ sich in Amerika für den Kampf gegen die Südstaaten anwerben. Das erste Lebenszeichen erhielten die Eltern 1863. Theodor Künzel kam in Amerika zu einem nicht geringen Vermögen, das nach 1900 die Kinder seines Bruders erbten. Er selbst galt schließlich als verschollen und hat offenbar keine direkten Nachkommen hinterlassen. Albert Karl Theodor Künzel heiratete Maria Schliz, die älteste Tochter von Adolf Schliz. Aus dieser Ehe gingen drei Kinder hervor: Anna Künzel heiratete den Rechtsanwalt August Köstlin, Carl Künzel wurde Landwirtschaftsrat und Eugenie Künzel heiratete Emil Michelmann, der 1938 die Biographie Carl Künzels veröffentlichte.
Carl Künzels Neffe Wilhelm hatte eine Adoptivtochter namens Sofie, die den Stuttgarter Klavierfabrikanten Adolf Schiedmayer heiratete.